# 257
El año 257 (CCLVII) fue un año común comenzado en jueves del calendario juliano, en vigor en aquella fecha.
En el Imperio romano el año fue nombrado como el del tercer consulado de Valeriano y Galieno o, menos comúnmente, como el 1010 Ab urbe condita, siendo su denominación como 257 posterior, de la Edad Media, al establecerse el Anno Domini.

## Acontecimientos
- El emperador romano Valeriano y su hijo y coemperador, Galieno, ejercen el consulado por tercera vez juntos; también lo hicieron en 254 y 255.
- 30 de agosto: en la Iglesia católica Sixto II sucede como papa a Esteban I.
- Caída de las defensas del Limes ante el empuje bárbaro, repliegue romano sobre el Rin.

## Nacimientos
- Gregorio I el Iluminador, fundador de la Iglesia armenia.

## Fallecimientos
- 2 de agosto: Esteban I, papa.
- Cipriano, obispo de Cartago.